# Joodse begraafplaats (Lekkerkerk)
De Joodse begraafplaats in Lekkerkerk is gelegen op de hoek van de Kerkweg en de Tiendweg in het noorden van de Nederlandse plaats Lekkerkerk. De begraafplaats werd in 1886 gesticht door David Heijman van Blankensteijn op zijn terrein met de naam "Welgelegen". Op zijn grafsteen wordt de schenking van de begraafplaats aan de "Heilige Gemeente Lekkerkerk" vermeld. Deze schenking vond plaats op 3 mei 1886. Er zijn zes grafstenen bewaard gebleven.
De kleine Joodse gemeenschap van Lekkerkerk heeft gedurende een korte periode (1862-1923) de beschikking over een eigen synagoge gehad. De bovenverdieping van een woning aan de Lekdijk was hiertoe ingericht. Rond 1870 telde Lekkerkerk ruim zestig Joodse inwoners. In 1923 werd de Joodse gemeente Lekkerkerk opgeheven als een zelfstandige gemeente en bij Rotterdam gevoegd. In 1930 was er nog slechts één Joodse inwoner in Lekkerkerk overgebleven. Van de oorspronkelijk in Lekkerkerk geboren Joodse bewoners worden zestien namen van hen die in de Tweede Wereldoorlog naar Auschwitz, Sobibór en Mauthausen werden gedeporteerd en daar werden vermoord, vermeld op de website Joods Monument.
In november 2023 werden twee grafstenen op de begraafplaats omvergegooid, een van de stenen is in tweeën gebroken.
Op 23 april 2025 werd de door leerlingen van het Driestar College in Lekkerkerk gerenoveerde begraafplaats officieel opgeleverd. In overleg met het NIK is gekozen voor een sobere uitvoering in overeenstemming met de Joodse wetten. De in 2023 vernielde grafstenen waren al eerder gerestaureerd en teruggeplaatst.